# Ramón Gabilondo
Ramón Gabilondo Alberdi (1913. március 15. – 2004. szeptember 16.) korábbi spanyol labdarúgó. Ő az Atlético Madrid első játékosa, aki a spanyol bajnokságban 100 mérkőzésen játszott, és az első játékos a csapatnál, aki 200 mérkőzésen pályára lépett a csapat színeiben.